# 卢士谦
卢士谦（1913年—？），男，奉天（今辽宁）金县人，中国医学家，曾任吉林省政协副主席，九三学社中央委员会常务委员、吉林省委员会主任委员，第六、七届全国政协委员。其父为卢元善 。